# James Harden
James Harden (Los Angeles, 26. kolovoza 1989.) američki je profesionalni košarkaš. Igra na poziciji bek šutera, a trenutačno je član NBA momčadi Los Angeles Clippersa. Izabrala ga je u 1. krugu (3. izbor ukupno) Drafta 2009. Oklahoma.

## Rani život
Harden je pohađao Artesia High School u Lakewoodu, u saveznoj državi Kalifornija. Na drugoj godini je u prosjeku postizao 13,2 poena i predvodio Artesiu do omjera 28-5. Na trećoj godini napredovao je i u prosjeku postizao 18,8 poena, 7,7 skokova i 3,5 asistencija, a Artesia je s omjerom 33-1 osvojila naslov državnog prvaka Kalifornije. Isti uspjeh ponovila je i sljedeće godine, a Harden je odigrao sezonu sličnu prošlogodišnjoj s 18,8 poena, 7,9 skokova i 3,9 asistencija po utakmici. Izabran je u Parade i McDonald's All-American momčad. 

## Sveučilište
Prvu sveučilišnu godinu završio je na prosjeku od 17,8 poena, 5,3 skoka i 2,1 asistencije. Izabran je u All-Pac-10 i konferencijsku All-freshman momčad. Početkom druge godine dospio je na naslovnicu američkog časopisa Sports Illustrated. 30. studenog 2008. u pobjedi nad UTEP-om 88:58 postigao je učinak karijere od 40 poena. Nakon poraza od USC-a u Staples Centeru, Harden je izabran u All-Pac 10 momčad natjecanja. Nakon završetka sezone izabran je za igrača godine Pacific-10 konferencije. Odlučio je napustiti sveučilište i prijaviti se na draft. 

## NBA
Izabran je kao treći izbor NBA drafta od strane Oklahoma City Thundera.
Sezone 2012/2013 potpisuje ugovor s Houston Rocketsima

### Postignuća
- 6x NBA All-Star (2013.-2018)
- 4× All-NBA First Team (2014., 2015., 2017., 2018.)
- All-NBA Third Team (2013.)
- NBA šesti igrač godine (2012.)
- NBA vodeći asistent (2017.)
- NBA MVP (2018)
- NBA All-Rookie Second Team (2010.)

## Vanjske poveznice
- Profil na Arizona State
- Profil na ESPN.com